# جمال محمد بیندی
جمال محمد بیندی (عربی: جمال عبدولاي محمد بيندي؛ زادهٔ ۲۶ آوریل ۱۹۸۳) بازیکن فوتبال اهل لیبی بود.
از باشگاه‌هایی که در آن بازی کرده‌است می‌توان به باشگاه ورزشی اشتوریل پرایا، باشگاه فوتبال بیرامار، باشگاه فوتبال ژیل ویسنته، باشگاه ورزشی براگا، و باشگاه فوتبال سالگیروش اشاره کرد.
وی همچنین در تیم ملی فوتبال لیبی بازی کرده‌است.